# Vancomicina
La vancomicina es un glucopéptido de estructura compleja que se sintetiza de modo natural por Nocardia orientalis. Ejerce su efecto bactericida  inhibiendo la síntesis de la pared celular bacteriana, ya que posee gran afinidad por los precursores de esta estructura. Su modo de acción se basa en alterar la acción de la transglucosidasa por impedimento estérico.
Es sumamente efectivo frente a bacterias como el S.aureus, S.pyogenes, S.viridans, S.pneumoniae, C. difficile y en general con bacterias grampositivas, mientras que con gramnegativas, dado que el gran volumen de la molécula le impide atravesar la primera de las membranas de éstos, no es tan efectivo.

## Farmacocinética
Se administra por vía inyectable endovenosa. No es absorbido bien en el tracto digestivo, por lo que la vía oral se usa para tratar la colitis pseudomembranosa, una infección intestinal. Se distribuye bien por la mayoría de los líquidos corporales, atraviesa la barrera hematoencefálica en caso de meningitis, no se metaboliza y un 80% se 
excreta en su forma activa en 24 horas, por los riñones, pudiendo acumularse en caso de insuficiencia renal, alcanzando niveles tóxicos.

## Mecanismo de acción
La vancomicina inhibe la síntesis de la pared celular bacteriana uniéndose con alta afinidad a los terminales D-alanil-D-alanina de las unidades precursoras de la pared celular. Estas unidades están compuestas por ácido N-acetilmurámico, N-acetilglucosamina y un pentapéptido, y forman parte de la estructura del peptidoglucano de la pared celular. La vancomicina -al igual que la teicoplanina- inhibe el proceso de la transglicosilación de estos precursores, impidiendo su unión a las capas de peptidoglucano, afectando la estabilidad de la pared bacteriana al igual que un betalactámico, pero en un sitio de acción distintos a estos. También inhibe la siguiente etapa de formación de la pared celular, la transpeptidación, por un efecto estérico.

## Efectos adversos
La nefrotoxicidad es poco frecuente a las dosis adecuadas. Puede presentarse, sin embargo, ototoxicidad (sordera) que en la mayoría de los casos tiende a regresar con la suspensión del fármaco.
Para evitar estos efectos, es preferible no usarlo asociado a otros fármacos que produzcan este efecto (ácido etacrínico, aminoglucósidos y furosemida).
Por esta toxicidad, y su gran potencia, es preferible su uso en forma restringida a infecciones severas y resistentes a otros antibacterianos de menos toxicidad, como es el caso de las infecciones de estafilococo resistente a penicilinas antiestafilocócicas (cloxacilina, por ejemplo), endocarditis por S. viridans o S.aureus, y en casos de colitis por toxinas de C. difficile y S. aureus, siendo en este último caso preferente la vía oral.
Su administración va asociada con frecuencia a un rash intenso y pruriginoso que cesa al suspenderla. Este cuadro se conoce con el nombre de síndrome del cuello rojo o escaldado, en similitud al relacionado con la toxina estafilocócica. El tratamiento de este síndrome es la simple disminución de la velocidad de infusión del fármaco. La administración de vancomicina va asociada también a una alta prevalencia de flebitis (hasta el 90%) por vías periféricas.

## Resistencia antibiótica
Hay algunas bacterias Gram-positivas que son intrínsecamente resistentes a la vancomicina, como las especies Leuconostoc y Pediococcus, aunque estos organismos son poco comunes como patógenos que provoquen enfermedades en los seres humanos. La mayoría de las especies de Lactobacillus también son intrínsecamente resistentes a la vancomicina (la excepción es el hallazgo de unas pocas cepas —pero no todas— de Lactobacillus acidophilus). Otras bacterias Gram-positivas con resistencia intrínseca a la vancomicina incluyen Erysipelothrix rhusiopathiae, Weissella confusa, y Clostridium innocuum. Todas estas bacterias resistentes a la vancomicina se denominan bacterias vancomicina-resistentes.
La mayoría de las bacterias Gram-negativas son intrínsecamente resistentes a la vancomicina porque su membrana externa es impermeable a las grandes moléculas de glicopéptidos (con la excepción de algunas especies de Neisseria no gonocócica).